# 魚雷艇15号
魚雷艇15号（ローマ字：PT No.15, PT-815）は、海上自衛隊の魚雷艇。11号型魚雷艇の5番艇。

## 艦歴
「魚雷艇15号」は、昭和48年度100t型魚雷艇6015号艇として、三菱重工業下関造船所で1974年4月23日に起工され、1975年1月8日に進水、1975年7月10日に就役し、舞鶴地方隊舞鶴防備隊第2魚雷艇隊に編入された。
1987年7月1日、地方隊の改編により、第2魚雷艇隊が舞鶴警備隊隷下に編成替え。
1990年11月28日、大湊地方隊余市防備隊第1魚雷艇隊に編入。
1993年3月22日、第1魚雷艇隊が廃止となり、余市防備隊直轄艇となる。
1994年10月14日、除籍。本艇の延べ航海時間は10,314.4時間、総航程は137,906.5浬であった。